# Anciolina
Anciolina est un hameau de la commune de Loro Ciuffenna, dans la province d'Arezzo, qui conserve des restes d'une forteresse médiévale.
D'après le témoignage de Feo Belcari, Anciolina (auparavant dénommée Lanciolina di Valdarno) est le lieu d'origine de Bianco di Santi, poète mystique médiéval mieux connu par le surnom de Bianco da Siena ou Bianco da Lanciolina.